# Rose Amal
Rose Amal (* 1965, Medan) je chemická inženýrka v současné době působící na University of New South Wales v Austrálii, kde vede Výzkumnou skupinu částic a katalýzy. Předtím byla ředitelkou ARC Centre of Excellence for Functional Nanomaterials (2010–2013). V letech 2012–2015 byla na seznamu 100 nejvýznamnějších australských inženýrů podle Engineers Australia a v roce 2014 se stala první inženýrkou zvolenou do Australské akademie věd.

## Vzdělání
Amal se narodila v Medanu v Indonésii a po střední škole se v roce 1983 přestěhovala do Austrálie. V roce 1988 získala na University of New South Wales titul Bachelor of Engineering a v roce 1991 titul PhD v oblasti chemického inženýrství. Od roku 1992 zde přednášela a v roce 1997 se stala vedoucí Centra technologie částic a katalýzy (později z něj vznikla Výzkumná skupina částic a katalýzy). V roce 2004 se stala profesorkou.

## Výzkum
Během své kariéry se Amalina práce soustředila na jemné shluky částic, fotokatalýzu a syntézu nanočástic a jejich využití v oblastech jako regulace znečištění vody, znečištění ovzduší, udržitené energetiky a biotechnologie. Částečně se zabývá také návrhem nanomateriálů a strojírenských systémů pro solární a chemickou energetickou přeměnu. Některé z jejích nejcitovanějších publikací obsahují zhodnocení role nanočástic ve fotokatalýze a využití upraveného grafenu pro vylepšení fotoelektrochemického štěpení vody.